# Wolf Durian
Wolf Durian (vlastním jménem  Wolfgang Walter Bechtle) (19. října 1892, Stuttgart – 8. listopadu 1969, Berlín) byl německý spisovatel, překladatel a novinář, autor knih pro děti a mládež.

## Život
Již od mládí toužil odjet do USA. Ve třinácti letech proto utekl z domova, byl ale zadržen v Antverpách a vrácen domů. Jeho se se splnil až po maturitě. V USA pracoval jako umývač nádobí, dřevorubec, zahradník, kovboj a v Mexiku jako poštovní jezdec. Po návratu studoval němčinu a zoologii a pracoval jako novinář a překladatel pro různé noviny. Počátkem dvacátých let byl redaktorem populárně-vědeckého časopisu Kosmos ve Stuttgartu a roku 1924 se stal šéfredaktorem berlínského čtrnáctideníku pro děti Der heitere Fridolin (Veselý Fridolín). Zde roku 1924 publikoval na pokračování své první a nejpopulárnější dílo, román pro děti Kai aus der Kiste (Kai z bedny, česky jako Vojtíšek z bedny). Roku 1926 vyšel tento román knižně, stal se bestsellerem a dočkal se dvou filmových adaptací. V období Třetí říše byl román pro svou proamerickou orientaci zakázán.
Po roce 1945 žil v Sovětské okupační zóně, byl spolupracovníkem novin Tägliche Rundschau a Berliner Zeitung a psal fejetony pod pseudonymem Fridolín. Později se stal občanem NDR. Napsal celou řadu knih pro děti a mládež, které byly přeloženy do několika jazyků. Často se odehrávají v cizích zemích a vyznačují se láskou k přírodě a ke zvířatům.
Jeho syn z prvního manželství Wolfgang Bechtle (1920–1983) byl spisovatel a přírodní fotograf. Jeho dcera Sibylle (*1946) je autorkou dětských knih a scenáristkou.

## Dílo

### Knihy
- Kai aus der Kiste (1927, Kai z bedny), česky jako Vojtíšek z bedny, román pro mládež, zcela neuvěřitelný příběh podnikavého kluka, který se snaží přesvědčit amerického obchodníka, že právě on může prodat jeho žvýkačky nejlépe ze všech.[2]
- Stabusch (1928).
- Mein Ferienbuch (1929).
- Die Hand durchs Fenster (1930).
- Auf, nach der Kokosinsel! (1930).
- „Achtung! Großaufnahme!“ Ursula dreht einen Film. Ein lustiges Buch für Mädel (1935).
- Die lieben Tiere (1937).
- Infanterieregiment Grossdeutschland greift an. Die Geschichte eines Sieges (1942).
- Der kleine Gustav (1948, Malý Gustav).
- Der See im Glas. Ein Aquariumbuch für Jung und Alt(1951).
- Eliza und die Seeräuber (1953, ELiza a piráti).
- Robber (1955), česky jako Lupič Robber, příběh vlka Robbera, jenž byl v mládí vychován na americké farmě jako ovčácký pes, později se vrátil opět mezi vlky a po letech zachránil život své někdejší velitelce z farmy.
- Lumberjack. Abenteuer in den Wäldern Nordamerikas(1956), od roku 1962 pod názvem Ich war im wilden Westen (Byl jsem na Divokém západě), dobrodružství v severoamerických lesích. V knize autor na základě osobních zkušeností a bez romantického zkrášlování a přehánění vypráví o životě lesních dělníků (lumberjacků).
- Der Salamanderklub (1957).
- Die Glühköpfe (1961).
- Erzähl von deinen Tieren (1963).
- 100 Tiere von A bis Z (1966, 100 zvířat od A do Z).
- Fangt den Seeräuber Bonito (1967).
- Mister Kong (1968).
- Kleine Tiere in der großen Stadt (1970, Malá zvířata ve velkém městě).
- Der Mann im Biberbau. Die Abenteuer des Jägers John Colter (1973, Muž v bobřím hradě), z pozůstalosti vydala autorova dcera Sibylle, dobrodružství lovce Johna Coltera.
- Der Löwe in der Waisenstrasse und andere Erzählungen (1977), posmrtně vydaná kniha povídek.

### Překlady
- Ernest Thompson Seton: Rolf, der Trapper (1920).
- Ernest Thompson Seton: Wilde Tiere zu Hause (1920).
- Edgar Allan Poe: Gesammelte Werke (1922), společně s dalšími překladateli.

## Filmové adaptace
- Kai aus der Kiste (1960), západoněmecký televizní film, režie Theo Mezger.
- Kai aus der Kiste (1988), východoněmecký film, režie Günter Meyer.

## Česká vydání
- Vojtíšek z bedny, Žáci Masarykových škol, Zlín 1939, přeložil Petr Denk.
- Lumberjack, SNDK, Praha 1962, přeložila Anna Siebenscheinová, znovu 1966.
- Lupič Robber, Albatros, Praha 1977, přeložila Olga Krejčová.